# Canal de la Perla
A Canal de la Perla egy földalatti csatorna a mexikói Torreónban, amelyet régen öntözésre használtak, de ma már nagy részét lezárták, másik, 420 méteres részét pedig a gyalogosforgalom előtt nyitották meg. Ma turisztikai látványosságként is szolgál.

## Elhelyezkedése

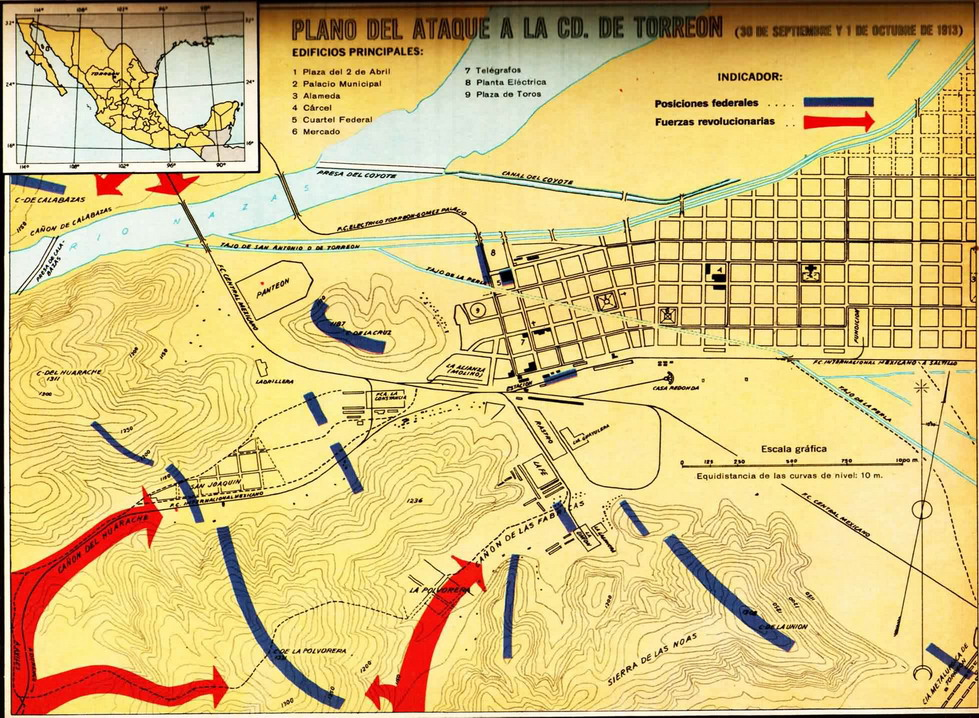
Az 1913-as torreóni csatáról készült térképen jól megfigyelhető a csatorna vonala

A csatorna eredeti célja az volt, hogy a Nazas folyó vizét elvezesse a város keleti részébe.
A Nazasból kiágazó San Antonio-csatorna a mai Independencia út mentén húzódott, ebből ágazott ki a Canal de la Perla ott, ahol ma a 20 de Noviembre és Damián Carmona utak indulnak délkeletre, utóbbi nyomvonala egyezik meg a csatornáéval. A mai Melchor Múzquiz utcától kezdve a föld alatt haladt tovább, elhaladt a Plaza de Armas tér délnyugati sarkánál, tovább folytatódott kelet–délkelet felé, majd a Leona Vicario és a Ramón Corona utcák között elérve a mai Revolución utat, ismét a föld felett folytatódott tovább, kissé irányt váltva (jobban délkeletre fordulva), majd több ágra oszlott.
Ma négy bejárata van: az első a Rodríguez és a Hidalgo utcák sarkán, a második a Cepeda és a Juárez, a harmadik a Plaza de Armasnál a Valdés Carrillo és a Juárez, a negyedik pedig a Zaragoza és a Morelos utcák kereszteződésénél.

## Az alagút
A csatorna teljes földalatti szakasza 1400 m-es hosszúságú, magassága 4 és 6 méter között változik, szélessége 4,5 méter. Falai 90 cm vastagok, belül téglás borításúak.

## Története
A csatornát a környék gazdag földbirtokosai építtették 1890-től kezdve, hogy a folyótól távolabb eső földjeikre vizet juttathassanak. Később a város terjeszkedett, a földbirtokok rendszere átalakult, a csatorna pedig teljesen feledésbe merült, a 21. század elejére 90%-ig megtelt a talajba leszivárgó esővíz és egyéb szennyvizek által lerakott hordalékkal és szeméttel. 2003 márciusának elején azonban egy, a Rodríguez és Hidalgo utcák kereszteződésében történő építkezés során beszakadt a talaj: mindenki nagy meglepetésére előbukkant ez a föld alatti járat. Hamarosan kitisztították, rendbehozták és turistalátványossággá alakították. Később ugyan biztonsági okokból le kellett zárni, de 2014 nyarára felújították és újra megnyitották. A tervek szerint üzletek, vendéglők és kiállítások lesznek majd benne.